# Nosata trepetavka
Nosata trepetavka (znanstveno ime Rhingia campestris) je vrsta muh trepetavk, ki je razširjena po Evropi in Aziji.

## Opis
Odrasle muhe dosežejo v dolžino med 7 in 11 mm in imajo razpon kril med 12 in 18 mm. Gre za palearktično vrsto, ki je razširjena od Španije na zahodu, preko celinske Evrope in Azije, vse do ruske pacifiške obale na vzhodu.  Letajo med marcem in novembrom, zanje pa je značilen dolg rilček, katerega dolžina presega razpon oči. Zadek je širok in oranžno obarvan in ima po bokih črno črto, noge so rdeče. Nosata trepetavka je glavni opraševalec nekaterih rastlin in zaradi dolgega rilčka lahko doseže nektar tudi v cevastih cvetovih. Ličinke se razvijajo v kravjih iztrebkih. Odrasli samci se prehranjujejo z medičino, samice pa s cvetnim prahom.